# David Davies
David Davies (n. 3 martie 1985, Cardiff, Țara Galilor, Regatul Unit) este un înotător ce a reprezentat Regatul Unit al Marii Britanii și al Irlandei de Nord, medaliat olimpic. A participat la 3 ediții ale Jocurilor Olimpice (2004, 2008, 2012) în care a câștigat două medalii de argint și două medalii de bronz.